# Galaxia elíptica M89
La galaxia elíptica M89 (también conocida como Objeto Messier 89, Messier 89, M89 o NGC 4552) es una galaxia elíptica en la constelación de Virgo. Fue descubierta por Charles Messier en marzo de 1781, y es un miembro del cúmulo de Virgo.

## Características
La observaciones de M89 indican que está galaxia posee una forma perfectamente esférica, algo inusual pues las galaxias elípticas poseen forma elipsoidea. Sin embargo, es posible que por la posición que se encuentra vemos a M89 esférica, pero es en realidad elíptica.
M89 está rodeada de multitud de conchas y plumas de estrellas -que sugieren su formación o bien a partir del choque de dos galaxias espirales o bien que ha absorbido a numerosas galaxias menores-, una estructura de gas y polvo estelar que se extiende hasta 150.000 al de la galaxia -que han sido atribuidos a una galaxia menor que está siendo despedazada y absorbida por ésta-, así como jets de partículas sobrecalentadas lanzados hasta 100.000 al de distancia, lo que sugiere que fue un cuásar. También, y al igual que otras muchas galaxias elípticas gigantes, es muy rica en cúmulos globulares, con una población estimada en 2000±700.
Además de todo esto, estudios en la longitud de onda de los Rayos X realizados con ayuda del telescopio Chandra muestran por un lado dos anillos de gas caliente que muestran que su núcleo experimentó un estallido hace 1-2 millones de años y por otro que el medio intergaláctico de Virgo está despojando a esta galaxia de su gas caliente.